# Kurre Knös
Kurre Knös är en figur i Kalle Ankas universum. Han var guldgrävare under guldrushen i Klondike, då han sålde Fort Ankeborg till Joakim von Anka. Han var bror till Farmor Anka, son till Cypranius Knös och Selma Snatterand. Han var gift med Dora Dopping och hade två barn, Fanny Knös och Pelle Sothöna.